# Комарова, Анастасия Викторовна
Анастаси́я Ви́кторовна Комаро́ва (до 2003 — Щербако́ва) (род. 16 июня 1975, Ижевск) — российская волейболистка. Связующая, либеро. Мастер спорта.

## Биография
Начала заниматься волейболом в Ижевске. Играла за команду «Темп» (Ижевск) (1993—1995 годы). С ноября 1995 года — в липецкой команде «Магия» (ныне «Индезит») (кроме сезона 2005—2006, проведённого в «Импульсе» из Волгодонска). В 2011 году объявила об уходе из спорта. В 2016 возобновила игровую карьеру выступлениями за команду родного города Ижевска — «Италмас-ИжГТУ», выступавшую в высшей лиге «Б» чемпионата России.

## Медали
- 1998 Кубок России — бронза
- 2001 Кубок России — серебро